# Paroisse de Franklin
Pour les articles homonymes, voir Franklin et Comté de Franklin.
La paroisse de Franklin (anglais : Franklin Parish) est une paroisse de Louisiane nommée en l'honneur de Benjamin Franklin. Elle a été créée par la scission des paroisses de Catahoula, de Madison et d’Ouachita en 1843.
La paroisse a une superficie de 1 615 km2 de terre émergée et 31 km2 d’eau.
Elle est enclavée entre la paroisse de Richland au nord et au nord-ouest, la paroisse de Madison au nord-est, la paroisse des Tensas au sud-est, la paroisse de Catahoula au sud et la paroisse de Caldwell à l’ouest.
Trois autoroutes quadrillent la paroisse : les autoroutes de Louisiane (Louisiana Highway) no 4, 15 et 17.

## Démographie
Lors du recensement de 2000, les 21 263 habitants de la paroisse se divisaient en 67,16 % de « Blancs », 31,61 % de « Noirs » et d’Afro-Américains, 0,27 % d’Amérindiens, 0,19 % d’Asiatiques, 0,03 % de Polynésiens et de Mélanésiens ainsi que 0,12 % de non répertoriés ci-dessus et 0,62 % de personnes métissées.
La paroisse est presque entièrement anglophone : 98,70 % de la population ne parle que l'anglais .
Dans la Paroisse, la pyramide des âges (toujours en 2000) était présentée ainsi : 
- 5 932 personnes étaient des mineures (moins de 18 ans) soit 27,90 % ;

- 1 935 personnes étaient des jeunes adultes (de 18 à 24 ans) soit 9,10 % ;

- 5 486 personnes étaient de jeunes forces de travail (de 25 à 44 ans) soit 25,80 % ;

- 4 657 personnes étaient des forces de travail vieillissantes (de 45 à 65 ans) soit 21,90 % ;

- 3 253 personnes étaient des personnes en âge de la retraite (plus de 65 ans) soit 15,30 %.

L’âge moyen des citoyens était donc de 36 ans, de plus, la Paroisse compte 11 121 personnes de sexe féminin (soit 52,30 %) et 10 142 personnes de sexe masculin (soit 47,70 %).
Le revenu moyen par personne s’élève à 22 $ 964 (en 2006) alors que 28,40 % des habitants vivent sous le seuil de pauvreté (indice Fédéral).

La paroisse est divisée en quatre villes et villages : Baskin, Gilbert, Winnsboro et Wisner.